# Zdeňka Slavíková
Zdeňka Slavíková ( 1935 -) es una botánica checa.

## Algunas publicaciones
- jindřich Chrtek, zdeňka Slaviková. 1977. A new subspecies of Cyperus papyrus from Egypt. 3 pp.

- jindřich Chrtek, zdeňka Slavikova. 1996. Comments on the families Drosophyllaceae and Droseraceae. 3 pp.

### Libros
- ---------, anna Skalická. 1978. Praktická cvičení ze systematiky vyšších rostlin: Určeno pro posl. přírodověd. fak. Univerzity Karlovy (Práctico sistema de plantas superiores: Diseñado para los corredores. las ciencias naturales. factor. Universidad Carolina). Ed. Univerzita Karlova. 215 pp.
- ---------. 1983. Materiály k mezinárodním kulturním vztahům: určeno pro posl. fak. filozof (Materiales para las relaciones culturales internacionales: para el final. factor filosofía). Ed. SPN. 215 pp.
- mária Lenochová, zdeňka Slavíková, františek Horník, zuzana Bošácká. 1984. Biologie pro 1. ročník gymnázia. Učebnice pro stř. školy (Biología para el 1.er. año escolar. Libros de texto para Escuelas). Ed. SPN. 253 pp.
- ---------. 1988. Umění subsaharské Afriky: jako předmět uměleckého a badatelského zájmu, Volumen 113. Ed. Univerzita Karlova. 149 pp.
- ---------. 2002. Morfologie rostlin. Učební texty. Ed. Karolinum. 218 pp. ISBN 8024603276

- La abreviatura «Slavíková» se emplea para indicar a Zdeňka Slavíková como autoridad en la descripción y clasificación científica de los vegetales.[2]